# Каслконнелл (станция)
Каслконнелл — железнодорожная станция, открытая 8 августа 1858 года и обеспечивающая транспортной связью одноимённый посёлок в графстве Лимерик, Республика Ирландия. Станция расположена вблизи Национальной школы Каслконнелла.